# 쿠시 (가수)
쿠시(Kush, 본명: 김병훈, 1984년 7월 28일 ~ )는 대한민국의 래퍼 겸 작곡가이며, 2003년 스토니 스컹크의 1집 수록곡인 <Best Seller>로 데뷔하였다. 2007년 9월 27일 스컬이 군 입대를 한 뒤에는 음악 프로듀서로 전향을 하였다. 현재는 더블랙레이블 소속 프로듀서이다.

## 학력
- 영일고등학교 졸업

## 프로듀싱 앨범
- 스토니 스컹크 - FIRED UP
- 거미 - 미안해요, 환각
- 태양 - 나만 바라봐 (TEDDY 공동 작곡), 기도 (David Holliday, TEDDY 공동 작곡), Make Love
- 대성 - 날 봐 귀순 (G-DRAGON 공동 작곡)
- 지드래곤 - 나만 바라봐 PART 2 (TEDDY 공동 작곡)
- 엄정화 - D.I.S.C.O (TEDDY 공동 작곡), D.I.S.C.O PART 2 (TEDDY 공동 작곡)
- BIGBANG - Stand Up(Intro) (TEDDY, G-DRAGON 공동 작곡), 착한사람 (T.O.P 공동 작곡), 모두 다 소리쳐 (Intro) (G-DRAGON 공동 작곡), 반짝반짝, 멍청한 사랑(최규성 공동 작곡)
- YMGA - WHAT
- Zion.T - 양화대교 (Zion.T, 전용준, 서원진 공동 작곡)
- BIGBANG - WE LIKE 2 PARTY (TEDDY, G-DRAGON, 서원진 공동 작곡)
- 2NE1 - I Don't Care (TEDDY 공동 작사작곡편곡), In The Club (TEDDY 공동 작사작곡편곡), Stay Together
- 2NE1 - 박수쳐, 아파 (Slow) (선우정아 공동 작곡)
- 2NE1 - Lonely (TEDDY 공동 작곡), Don't Stop The Music
- 으뜨거따시 - 스폰서 ($ponsor) (Zion.T, 서원진 공동 작곡)
- Zion.T - No Make Up (Zion.T, 전용준, 서원진 공동 작곡)
- 정기고 - 일주일 (247) (PEEJAY, 크러쉬(CRUSH), Zion.T, 정기고(Junggigo) 공동 작곡)
- iKON - 취향저격 (Choice37, B.I 공동 작곡), 지못미 (TEDDY 공동 작곡)
- 싸이 - ROCKnROLLbaby ( 싸이(Psy), William Adams[16], 유건형 공동 작곡)
- 이하이 - MY STAR (TEDDY 공동 작곡)
- iKON - 오늘 모해 (#WYD) (Choice37 공동 작곡)
- Zion.T, 씨잼(Cjamm), 레디(Reddy), 서출구 - 신사 ($insa) (Zion.T, 서원진, 드레스 공동 작곡)
- Zion.T, KUSH - Machine Gun (Zion.T 공동 작곡)
- 씨잼(Cjamm), 레디(Reddy) - 현상수배 (Wanted) (Dress 공동 작곡)
- NADA, 전소연 - 무서워 (R.Tee 공동 작곡)

## 같이 보기
- 비비안 (모델)